# Nadia Urbinati

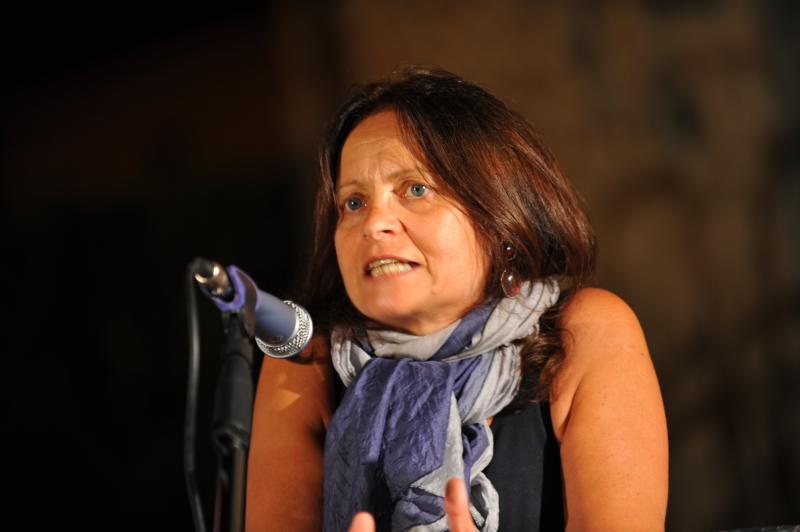
Nadia Urbinati (2009)

Nadia Urbinati (* 26. Januar 1955 in Rimini) ist eine italienische Politikwissenschaftlerin. Sie lehrt an der Columbia University in New York.

## Leben
Nadia Urbinati promovierte 1989 am Europäischen Hochschulinstitut Florenz. Bevor Urbinati in New York berufen wurde, war sie an der School of Social Sciences des Institute for Advanced Study in Princeton tätig. Sie ist als Gastprofessorin an der Scuola Superiore de Studi Universitari e Perfezionamento Sant'Anna in Pisa tätig und lehrte an der Università Commerciale Luigi Bocconi in Mailand und der Universidade Estadual de Campinas in Brasilien. Sie hat die US-amerikanische Staatsbürgerschaft.
Schwerpunkte ihrer Arbeit sind Demokratietheorie und die Theorien John Stuart Mills. In den vergangenen Jahren widmete sie sich verstärkt der Betrachtung des Populismus.

## Veröffentlichungen

### Monografien und Herausgaben
- N. Urbinati: Mill on Democracy. From Athenian Polis to Representative Government, Chicago 2002.
- N. Urbinati: Representative Democracy. Principles and Genealogy, Chicago 2006.
- N. Urbinati/Alex Zaharas: J.S. Mill's Political Thought. A Bicentennial Reassessment, Cambridge 2007.
- N. Urbinati: Democracy Disfigured. Opinion, Truth, and the People, Cambridge 2014.
- N. Urbinati: Me the People. How Populism Transforms Democracy, Harvard 2019.

### Aufsätze und Tagungsbeiträge (Auswahl)
- Representation as Advocacy: A Study of Democratic Deliberation, in: Political Theory, No. 6/2000, S. 758–786.
- Continuity and Rupture: The Power of Judgment in Democratic Representation, in: Constellations Vol. 12, No. 2/2005, S. 194–222.
- Unpolitical Democracy, in: Political Theory, No. 1/2010, S. 65–92.